# Роговое (Михайловский район)
Роговое — село в Михайловском районе Рязанской области России.

## География
Село расположено на пересечении реки Кердь и её притока р. Роговой.

## Население
| 1859 | 1906 | 2007 | 2010 |
| ---- | ---- | ---- | ---- |
| 587  | ↗702 | ↘12  | ↘10  |

## Этимология
Село получило своё название от реки Роговой.
В книге 1906 г. «Населённые места Рязанской губернии» значится как «Роговая, деревня» с комментарием «при реке Роговке».